# 173-я стрелковая дивизия (СССР, 1939)
173-я стрелковая дивизия — стрелковое соединение (стрелковая дивизия) РККА Вооружённых Сил Союза Советских Социалистических Республик.
Наименования стрелкового формирования:
- действительные:
  - полное — 173-я стрелковая дивизия;
  - сокращённое — 173 сд.

## История

### I формирование
В связи с непредсказуемой международной обстановкой в мире (продолжалась агрессия Японии в Азии, в Европе началась Вторая мировая война и так далее) дивизия стрелков, с войсковым № 173, была сформирована, в сентябре — ноябре 1939 года в городе Балашов в Приволжском военном округе (далее ПриВО) из личного состава 53-й стрелковой дивизии.
В конце декабря 1939 года дивизия из стрелковой была переформирована в моторизованную.
В январе 1940 года моторизованная дивизия переформирована в мотострелковую дивизию военного времени.
173-я мотострелковая дивизия принимала участие в советско-финляндской войне 1939—1940 годов в составе Северо-Западного фронта.
В период с 23 по 30 апреля 1940 года дивизия совершила марш воинскими поездами и передислоцировалась из Ленинграда в Одесский военный округ.
В мае 173-я мотострелковая дивизия была переформирована в стрелковую дивизию, с тем же войсковым №.
Соединение принимало участие в военном походе Красной Армии в Бессарабию — в Бессарабию в июне — июле 1940 года в составе Южного фронта РККА.
В июле 1940 года управление дивизии стало основой для управления 16-й танковой дивизии 2-го механизированного корпуса. Личный и конный состав, вооружение и военная техника дивизии были использованы при сформировании корпусного 6-го мотоциклетного полка, а также частей и подразделений 11-й танковой и 16-й танковой дивизий 2-го механизированного корпуса.

## В составе
| На дату, период    | Фронт, округ                        | Армия     | Корпус                 |
| ------------------ | ----------------------------------- | --------- | ---------------------- |
| 01.09.1939         | Приволжский военный округ           | —         | —                      |
| ??.??.1939         | Резерв Ставки Главного Командования | —         | —                      |
| 28.02.1940         | Северо-Западный фронт               | —         | —                      |
| 05.03.1940         | Северо-Западный фронт               | —         | 28-й стрелковый корпус |
| 30.04.1940         | Одесский военный округ              | —         | —                      |
| 20.06 — 10.07.1940 | Южный фронт                         | 9-я армия | 35-й стрелковый корпус |
| 10.07.1940         | Одесский военный округ              | —         | —                      |

## Командование
Командиры дивизии:
- Калинин, Николай Константинович, (врид), полковник.[1]
- Марцинкевич, Владимир Николаевич, полковник (до 07.40 г.).[1]

## Состав
173 сд на сентябрь — декабрь 1939 года:
- управление дивизии в г. Балашов.[1]
- Дивизионные специальные части в г. Балашов.[1]
- 490-й стрелковый полк, г. Сердобск.[1]
- 567-й стрелковый полк, в г. Ртищево.[1]
- 488-й гаубичный артиллерийский полк, Сердобск.[1]

173 мд на декабрь 1939 года:
- управление
- 378-й моторизованный полк.
- 490-й моторизованный полк.
- 352-й лёгкий артиллерийский полк.
- 47-й танковый полк.

173 мсд на январь 1940 года:
- управление
- 378-й мотострелковый полк.
- 490-й мотострелковый полк.
- 567-й мотострелковый полк.
- 352-й лёгкий артиллерийский полк.
- 449-й отдельный танковый батальон.

173 сд с мая 1940 г. На июль 1940:
- управление.[2]
- 378-й стрелковый полк.[3]
- 490-й стрелковый полк.[2],[3]
- 567-й стрелковый полк.[2],[3]
- 366-й гаубичный артиллерийский полк.[2]
- 352-й артиллерийский полк.
- 18-й зенитный дивизион.[2]
- медико-санитарный батальон.[2]

## Боевая деятельность

### 1939 год
Дивизия начала формироваться 1 сентября и была сформирована в сентябре — ноябре в городе Балашов в Приволжском ВО.
Есть иная информация — дивизия сформирована в Саратове или в Энгельсе в ПриВО в составе: 378 сп, 490 сп, 567 сп, 352-й разведполк.
На формирование дивизии были выделены личный состав, техника и имущество управления 53 сд, 307 сп, 36 и 64 ап.
Есть иная информация — На формирование дивизии был выделен 378 сп 53 сд.
Дивизия формировалась в следующих населённых пунктах: Управление, дивизионные специальные части в г. Балашов, 490 сп в г. Саратове, 488 гап на ст. Разбойщина, 567 сп в Петровске и Аткарске. Первоначальная численность личного состава — 6 000 человек.
С 17 сентября количество личного состав уменьшено до 3 000 человек.
490 сп и 488 ап переведены в г. Сердобск, а 567 сп — в г. Ртищево.
Состав дивизии:
- Управление в г. Балашове.
- Дивизионные специальные части в г. Балашове.
- 490 сп г. Сердобске.
- 567 сп в г. Ртищево.
- 488 гап в г. Сердобске.

Дивизия передана в резерв Главного Командования Красной Армии.
Примерно 20 декабря дивизия переформирована в моторизованную. Количество личного состава стало 9 000 чел.
На формирование 47-го танкового полка обращена 60-я легкотанковая бригада.
На вооружении дивизии состояли револьверы и пистолеты в том числе револьверы системы Нагана и пистолеты ТТ; винтовки Мосина; автоматические винтовки Симонова образца 1936 года; станковые пулемёты Максима; (ручные пулемёты конструкции Дегтярёва); грузовые автомобили ГАЗ-АА и ГАЗ-ММ; легковые автомобили ГАЗ-А и ГАЗ-М-1; пушки; танки Т-26.

### 1940 год
В январе моторизованная дивизия переформирована в мотострелковую дивизию военного времени.
173 мсд прибыла в состав Северо-Западного фронта.
28 февраля мсд наступала в районе Ревонсаари — Макслахти — Колккала.
1 марта мсд ушла во фронтовой резерв.
5 марта мсд включена в состав 28-го стрелкового корпуса.
10 — 11 марта мсд участвовала в боях под Виланиеми.
1 апреля мсд покинула район новой советско-финской границы.
23 — 30 апреля мсд в железнодорожных поездах убыла из г. Ленинграда в Одесский военный округ.
26 апреля мсд прибыла в ОдВО и разместилась в полевом лагере в г. Первомайске (см. Первомайск (Николаевская область).
В мае 173 мсд переформирована в стрелковую дивизию. Из ПриВО в состав дивизии прибыл 366-й лёгкий артполк для переформирования в 366-й гаубичный артполк. Численность личного состава — 12 000 чел.
10 июня командующий войсками ОдВО получил телеграмму Народного комиссара обороны о приведении в боевую готовность соединений округа. В их числе была и 173-я сд.
28 июня
В 11.00 началась операция по возврату территории Бессарабии.
По директиве Военного совета Южного фронта 35-й ск 9-й армии имел следующую задачу: передовыми подвижными соединениями частями 15-й мд, 21-й лтбр и одного стрелкового полка 95-й сд на автомашинах выйти к р. Прут и прочно удерживать рубеж на новой государственной границе: 15-й мд на участке г. Унгены, Кастулени, стрелковому полку 95-й сд Немцени, Радюканьи и 21-й лтбр с. Леово, с. Цыганка, остальными силами корпуса занять — 173-й сд с 4-й лтбр г. Кишинёв; главными силами 95-й сд — район Карпинени. Штаб дивизии-95 — Карпинени. Штаб корпуса-35 — Кишинёв. Граница слева — Тирасполь, Селемет, Цыганка.
По приказу Военного совета 9-й армии, уточнявшему директиву фронта, 173 сд из района г. Дубоссары переправлялась через р. Днестр у Григориополя.
К 20.30 у Григориополя завершили переправу главные силы 173 сд. 15 мд и 4 лтбр с 20.00 начали переправу южнее Ташлыка, и их передовые части в 22.00 вступили в Кишинёв.
В 23.00 в директиве фронта на 29 июня указывалось: 9-й армии — выйти на рубеж Пырлица — Ганчешты — Дезгинже. Основные силы войск иметь: 15 мд в районе Пырлица, 95 сд — Ганчешты, 21 лтбр — Дезгинже и 173 сд — Кишинёв. Все эти соединения объединяются в составе 35 ск.
В ночь с 28 на 29 июня соединения и части 35 ск находились:
- часть управления корпуса в Кишинёве, другая часть оставалась на восточном берегу Днестра;
- 15 мсд в Кишинёве;
- Подвижной отряд 95 сд — разведбатальон, танковый батальон, мотоартиллерия, пехота и сапёры на автомашинах в Кишинёве;
- часть 173 сд в Кишинёве, другая часть оставалась в районе Коржево, Балабанешты;
- часть 4 лтбр в Кишинёве, другая часть оставалась на восточном берегу Днестра;
- 95 сд в районе вышла в район Будешты, Колоница, Сагайдак.

29 июня
К концу дня 173 сд и 4 лтбр полностью сосредоточились в Кишинёве.
3 июля
В 14.00 советско-румынская граница была закрыта из чего следовало, что войска Южного фронта выполнили поставленную перед ними задачу. Командиры приступили к изучению новых мест дислокации и плановой боевой и политической подготовке.
В 14.00 — 16.00 на Соборной площади Кишинёва (в советское время — площадь Победы) состоялся парад советских войск, в котором участвовали части 35-го стрелкового корпуса: 173-й стрелковой дивизии и 4-й легкотанковой бригады. Парадом командовал командующий войсками 9-й армии генерал-лейтенант В. И. Болдин, а принимал его командующий Южным фронтом генерал армии Г. К. Жуков.
9 июля по приказу вышестоящего командования все войска фронта выдвигались к местам постоянной дислокации. Расформировано управление Южного фронта.
10 июля расформировано управление 9-й армии.
В ОдВО 10 июля началось формирование 2-го механизированного корпуса. Дивизия была выделена на формирование данного корпуса. 567-й стрелковый полк дивизии явился основой корпусного 6-го мотоциклетного полка, формировался в г. Тирасполе. 490-й стрелковый полк явился основой 11-го мотострелкового полка 11-й танковой дивизии. 366-й гаубичный артиллерийский полк явился основой 11-го гаубичного артиллерийского полка 11-й танковой дивизии. 18-й зенитный дивизион явился основой 11-го озад. Медсанбат дивизии явился основой 11-го медсанбат 11-й танковой дивизии. 11-я танковая дивизия формировалась в г. Кишинёве. Управление дивизии явилось основой управления 16-й танковой дивизии. 16-я танковая дивизия формировалась в летних лагерях в г. Котовске.